# Alastor submissus
Alastor submissus är en stekelart som beskrevs av Giordani Soika 1983. Alastor submissus ingår i släktet Alastor och familjen Eumenidae. Inga underarter finns listade i Catalogue of Life.